# كيستون (كامبريدجشير)
كيستون (بالإنجليزية: Keyston)‏ هي قرية تقع في المملكة المتحدة في كامبريدجشير.